# ریپل گشتاور
ریپل گشتاور یا نوسان گشتاور (به انگلیسی: Torque ripple) اثری است که در اکثر موتورهای الکتریکی دیده می‌شود و به افزایش و کاهش دوره‌ای گشتاور خروجی در محور (شفت) چرخنده موتور بازمی‌گردد. مقدار آن با بررسی اختلاف بین حداکثر و حداقل گشتاور در یک دوره به دست می‌آید و معمولاً به صورت درصد نمایش داده می‌شود.

## مثال
مثال رایج این اثر " گشتاور دندانه‌ای یا Cogging torque" است که بر اثر میزان بسیار کمی عدم تقارن در میدان تولید شده در سیم پیچ موتور تولید می‌شود که باعث متفاوت شدن رلوکتانس بسته به موقعیت روتور می‌شود. می‌توان این اثر را با افزایش دقت در طراحی سیم پیچ موتور و انتخاب دقیق آن یا با کنترل لحظه به لحظه جریان تغذیه کننده کاهش داد.